# Бушнел (Небраска)
Бушнел (енгл. Bushnell) град је у америчкој савезној држави Небраска.

## Демографија
По попису из 2010. године број становника је 124, што је 38 (-23,5%) становника мање него 2000. године.
| Група             | 2000.       | 2010.       |
| Белци             | 150 (92,6%) | 116 (93,5%) |
| Афроамериканци    | 0 (0,0%)    | 1 (0,8%)    |
| Азијати           | 0 (0,0%)    | 0 (0,0%)    |
| Хиспаноамериканци | 11 (6,8%)   | 4 (3,2%)    |
| Укупно            | 162         | 124         |